# Kahu Cuo
Kahu Cuo (kinesiska: 喀湖错) är en sjö i Kina. Den ligger i den autonoma regionen Tibet, i den sydvästra delen av landet, omkring 880 kilometer nordväst om regionhuvudstaden Lhasa. Kahu Cuo ligger 4 772 meter över havet. Arean är 24,9 kvadratkilometer. Trakten runt Kahu Cuo är ofruktbar med lite eller ingen växtlighet. Den sträcker sig 6,9 kilometer i nord-sydlig riktning, och 5,6 kilometer i öst-västlig riktning.
Genomsnittlig årsnederbörd är 212 millimeter. Den regnigaste månaden är augusti, med i genomsnitt 55 mm nederbörd, och den torraste är december, med 1 mm nederbörd.